# Théâtre de la Renaissance
Il Théâtre de la Renaissance è una sala parigina che si trova al numero 20 del Boulevard Saint-Martin, nel X arrondissement, inaugurata l'8 marzo 1873.
Oltre alle rappresentazioni di teatro musicale, in questo teatro furono rappresentate per la prima volta le farse di Georges Feydeau e le opere di Victorien Sardou. Tra gli attori che trionfarono ci furono Sarah Bernhardt (che ne assunse la direzione dal 1893 al 1899), Eleonora Duse e Raimu, in seguito Agnès Jaoui e Jean-Pierre Bacri.
Dal 14 giugno 1994 il Théâtre de la Renaissance è classificato come Monumento storico.
Si può raggiungere con la metropolitana grazie alla fermata Strasbourg-Saint-Denis.